# Leineaue zwischen Hannover und Ruthe
Leineaue zwischen Hannover und Ruthe este o arie protejată (sit de importanță comunitară — SCI) din Germania întinsă pe o suprafață de 967,84 ha, integral pe uscat.

## Localizare
Centrul sitului Leineaue zwischen Hannover und Ruthe este situat la coordonatele 52°17′09″N 9°48′05″E / 52.2858°N 9.8014°E.

## Înființare
Situl Leineaue zwischen Hannover und Ruthe a fost declarat sit de importanță comunitară în ianuarie 2005 pentru a proteja 4 specii de animale.

## Biodiversitate
Situată în ecoregiunea atlantică, aria protejată conține 9 habitate naturale: Lacuri eutrofice naturale cu vegetație de tip Magnopotamion sau Hydrocharition, Cursuri de apă de la nivel de câmpie la nivel montan, cu vegetație Ranunculion fluitantis și Callitricho-Batrachion, Liziere de ierburi înalte hidrofile de câmpie și de nivel montan până la alpin, Fânețe de joasă altitudine (Alopecurus pratensis, Sanguisorba officinalis), Izvoare petrifiante cu formare de travertin (Cratoneurion), Păduri de fag Asperulo-Fagetum, Păduri de stejar sau de stejar și carpen sub-atlantice și medio-europene de Carpinion betuli, Păduri aluvionare cu Alnus glutinosa și Fraxinus excelsior (Alno-Padion, Alnion incanae, Salicion albae), Păduri mixte riverane de Quercus robur, Ulmus laevis și Ulmus minor, Fraxinus excelsior sau Fraxinus angustifolia, de-a lungul marilor râuri (Ulmenion minoris).
La baza desemnării sitului se află mai multe specii protejate:
- amfibieni (1): triton cu creastă (Triturus cristatus)
- mamifere (3): castor (Castor fiber), vidră de râu (Lutra lutra), liliac comun (Myotis myotis)